# Lilla Salskär (vid Berghamn, Nagu)
Lilla Salskär är en ö nära Boskär i Nagu,  Finland.   Den ligger i Pargas stad i den ekonomiska regionen  Åboland  och landskapet Egentliga Finland. Ön ligger omkring 4 kilometer nordost om Boskär, omkring 15 kilometer söder om Nagu kyrka,  50 kilometer sydväst om Åbo och 170 km väster om Helsingfors. Närmaste allmänna förbindelse är förbindelsebryggan vid Nagu Berghamn som trafikeras av M/S Eivor och M/S Cheri.